# Orde van de Strijdmakkers van O.R. Tambo
De Orde van de Strijdmakkers van O.R. Tambo, ( Engels: "Order of the Companions of O. R. Tambo"), werd in 2002 ingesteld door de regering van Zuid-Afrika.

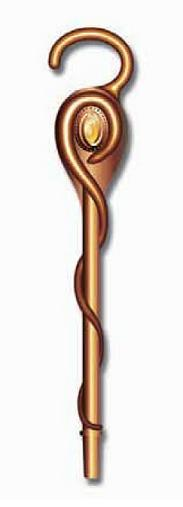
Wandelstok behorende bij de orde.

In deze orde worden alleen buitenlandse burgers opgenomen die de vriendschappelijke relaties tussen Zuid-Afrika en andere landen hebben bevorderd. Ook de promotie van Zuid-Afrika en het delen van de aspiraties van dat land doen iemand voor opname in deze orde in aanmerking komen. Onder de dragers zijn Kofi Annan, en de postuum benoemde Dr. Martin Luther King en Mahatma Gandhi.
De orde werd naar wijlen Oliver Reginald Tambo genoemd.
De orde heeft drie graden.
- Supreme Companion (SCOT) - in goud, voor excellente bijdragen en actieve solidariteit . Dieze klasse wordt aan staatshoofden en bij uitzondering ook aan premiers toegekend.
- Grand Companion (GCOT) - in zilver, voor opmerkelijke samenwerking, solidariteit en steun aan Zuid-Afrika. De graad wordt aan premiers, ministers, ambassadeurs, opperbevelhebbers van de strijdkrachten, rechters en voorzitters van parlementen toegekend.
- Companion (COT) - in brons, voor samenwerking, solidariteit en steun. Toegekend aan parlementariërs, hoge militairen en anderen.

## Versierselen
Het kleinood of versiersel van de orde is een ovale medaille die door twee slangen wordt geflankeerd. Op de keerzijde van de medaille is een  Oosters yin-yang symbool afgebeeld, De dragers ontvangen ook een wandelstok met een versierde knop. De medaille wordt aan een lint om de hals gedragen.

## Symboliek
1. De uit inheems donker hout gesneden wandelstok is een symbool van de ontvangen steun en solidariteit. Het is tegelijk ook de belofte van steun en solidariteit door Zuid-Afrika.. 
1. Majola, of molslang, deze Afrikaanse versie van een alziend oog met haken boven en onder het oog is een zinnebeeldige weergave van solidariteit.
3. tomoye, een op het Koreaanse yin en yang symbool gelijkend viervoudig samenkomen van energieën.